# Hirschsprung (Altenberg)
Hirschsprung ist ein Ortsteil von Altenberg im Landkreis Sächsische Schweiz-Osterzgebirge im Süden von Sachsen.

## Geografie
Hirschsprung liegt etwa 37 km südlich von Dresden im oberen Osterzgebirge. Der Ort grenzt an Altenberg, Bärenstein, Geising und Falkenhain.

## Geschichte
Am 29. Juni 1541 kaufte Amtmann Werner von Nassau „etliche wüste Räume“ und errichtete im Amt Altenberg ein Vorwerk, das zur Burg Bärenstein gehörte. Das Gebäude wurde an der Stelle des ehemaligen Forstamtes Hirschsprung errichtet. Werner von Nassau investierte erhebliche Mittel und ermöglichte es, dass das Vorwerk 1549 zum Rittergut erhoben wurde. Zum Rittergut gehörte Grund und Boden, auf dem weitere Häuser und zwei Mühlen, die Mahlmühle Ladenmühle (Erwähnung 1585) und 1589 die Schneidmühle Brettmühle (an der Stelle des heutigen Sägewerkes) entstanden.
In einer Altenberger Niederschrift von 1589 wird das Gebiet „zum Hirschbrun“ genannt. 1747 wurde der Ort von Meissner  noch als „Hirschbrunn“ und auch schon als „Hirschsprung“ bezeichnet. Der Ortsname wurde umgedeutet und bezog sich ursprünglich auf die Hirschquelle. 1793 wurde das erste Haus neben dem Rittergut erbaut. Weitere Häuser folgten im 19. Jahrhundert. Um 1600 umfasste die Ortslage laut Meissner 32 Fundgruben und 3 Stollen. 1620 wurden an der vorderen Biela zwei weitere Mühlen gebaut, das Rittergut umfasste damit 3 Brettmühlen.
1839 musste der letzte Besitzer des Rittergutes, Johann Friedrich Klingsohr, Konkurs anmelden, da sich kein neuer Käufer fand. Der Königlich Sächsische Staat kaufte den Besitz und richtete dort nach einigen Umbauten 1840 das Forstamt ein. Um die vorwiegend land- und forstwirtschaftlich geprägten Interessen zu vertreten und die Zusammenarbeit in der Kirch- und Schulgemeinde mit Altenberg zu fördern, wurde am 15. April 1839 die Gemeinde Hirschsprung gegründet.
Hirschsprung wurde am 1. Januar 1965 nach Altenberg eingemeindet.
Hirschsprung besteht aus zwei Siedlungsgründen, die etwa 500 m voneinander entfernt sind. Sie sind durch die alte Dresdner Straße verbunden, die 1491 als Verbindungsstraße von Altenberg und Dresden gebaut wurde. Der obere Teil des Ortes liegt im Tal des Hirschsprunger Baches auf 645 bis 685 m über NN. Dort befindet sich der Klengelpark zur Erinnerung an den Heimatforscher Arthur Klengel. In unmittelbarer Nähe, im flachen Tal der Kleinen Biela, stehen einige kleine Gehöfte. Das Unterdorf mit dem Gasthof Ladenmühle an der Straße zur Bobbahn besitzt ein Sägewerk mit historischem Gatter aus dem Jahr 1907 liegt etwa 600 bis 620 m über NN.
Während der DDR-Zeit entwickelte sich Hirschsprung zu einem beliebten Naherholungs- und Urlaubsziel. Neben zahlreichen privaten Ferienwohnungen und dem Gästehaus Haus Charlotte gab es eine Reihe von Ferienobjekten verschiedener volkseigener Betriebe und Kombinate der DDR:
- Buschhaus (Kabelwerk Köpenick)
- Ferienobjekt des Druckmaschinenwerkes Planeta
- Hirschkopfbaude (ZBE Landbau Meißen)
- Waldhaus (Radebeuler Schuhfabrik, Standort des heutigen Bettenhauses der Ladenmühle)
- Ladenmühle (Kompressorenbau Bannewitz)
- Budelsdorf (teilweise Kommunale Wohnungsverwaltung Berlin)
- Rauschermühle (Tierzucht Meißen)

Sowohl das Buschhaus als auch die Ladenmühle betrieben öffentliche Restaurants. Besonders mit der Fertigstellung der Rennschlitten- und Bobbahn wurde Hirschsprung beliebter Unterkunftsort für Sportler aus aller Welt. Mit der deutschen Wiedervereinigung verblieben einige der Objekte aufgrund der Betriebsschließungen ungenutzt. Das Gasthaus Buschhaus führte noch einige Jahre den Betrieb als Gaststätte weiter, wurde umgebaut und enthält heute Miet- und Ferienwohnungen. Mit Ausnahme des Hotels Ladenmühle wurden alle Objekte einer anderen Nutzung zugeführt, stehen leer oder wurden abgerissen.

### Einwohnerentwicklung
| Jahr      | 1834 | 1871 | 1890 | 1910 | 1925 | 1939 | 1946 | 1962 | 2009 | 2010 | 2011 | 2014 | 2015 | 2017 | 2018 |
| --------- | ---- | ---- | ---- | ---- | ---- | ---- | ---- | ---- | ---- | ---- | ---- | ---- | ---- | ---- | ---- |
| Einwohner | 112  | 112  | 123  | 121  | 150  | 148  | 181  | 213  | 111  | 119  | 119  | 117  | 120  | 122  | 124  |

## Tourismus und Gastronomie
- Hotel Ladenmühle mit Restaurant und Biergarten

## Freizeit und Sport

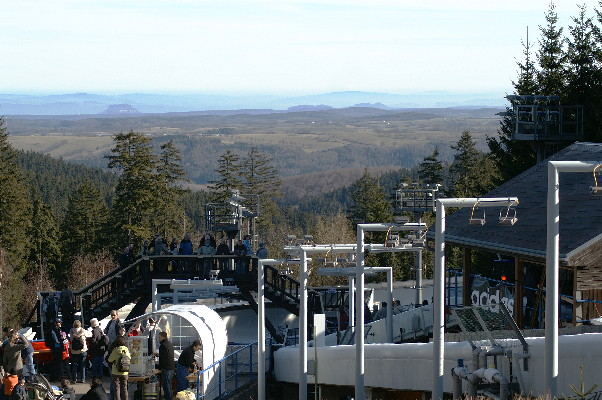
Blick ins Elbsandsteingebirge von der Bobbahn

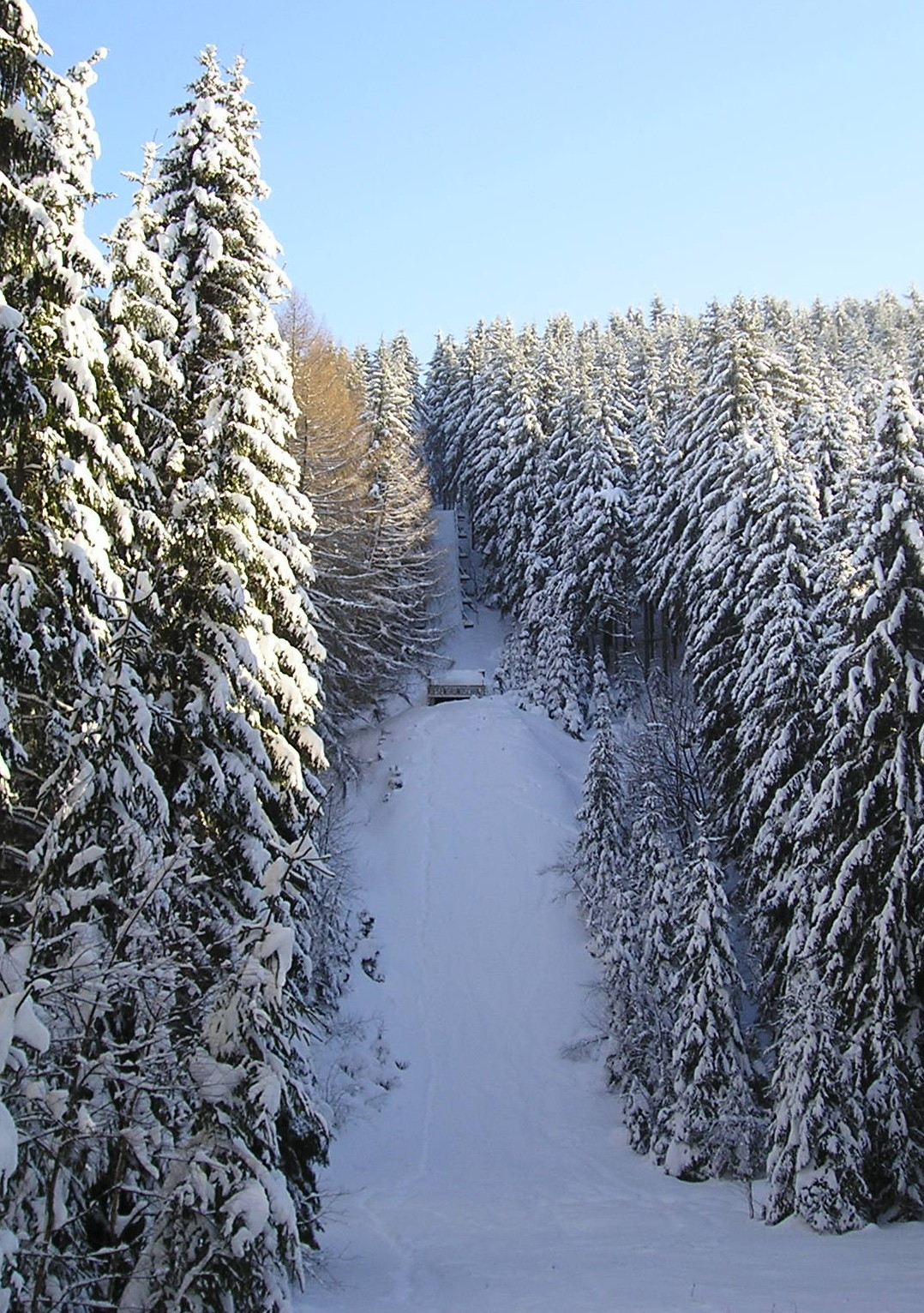
Riesengrundschanze im Winter 2005

Hirschsprung ist aufgrund seiner Lage etwas abseits stark befahrener Straßen und eingebettet in ein sanftes Hochtal umsäumt von ausgedehnten Wäldern ideal für Freizeitaktivitäten und Sommersportarten. Wanderwege mit Blick bis ins Elbsandsteingebirge und nach Dresden, zum Geisingberg oder über den Kamm des Erzgebirges bis ins tschechische Gebiet laden zum Wandern und Mountainbikefahren ein. Hirschsprung war bereits mehrmals Teil der Strecke der Mad East Challenge 500, eines grenzüberschreitenden Mountainbike-Etappenrennens.
Auf Hirschsprunger Flur befinden sich neben zahlreichen Wegen, die im Winter als Loipe nutzbar sind, folgende Wintersportstätten:
- Rennschlitten und Bobbahn (DKB-Eiskanal)
- Riesengrundschanze (nicht mehr in Betrieb)

## Vereine
- Heimatförderverein Hirschsprung e. V. (Gründung 2001)
- Freiwillige Feuerwehr Altenberg, Löschgruppe Hirschsprung
- Erzgebirgsverein, Zweigverein Geising/Hirschsprung

## Gedenkstätten
Im oberen Teil des Ortes befindet sich der Klengelpark mit mehreren Gedenksteinen:
- Arthur-Klengel-Gedenkstein
- Seff-Gessinger-Gedenkstein
- Otto-Eduard-Schmidt-Gedenkstein sowie der O.-E.-Schmidt-Steig im unteren Ortsteil